# Elvira Mass
Elvira Mass (Semipalatinsk, União Soviética, atualmente Cazaquistão, 1986) é uma bióloga e imunologista alemã. É professora do LIMES-Institut da Universidade de Bonn. Pesquisa células necrófagas do sistema imunológico inato (macrófagos), por meio das quais foi capaz de obter importantes insights sobre o papel dos macrófagos dos tecidos na formação de órgãos durante o desenvolvimento embrionário. Estes, por sua vez, podem contribuir para uma melhor compreensão de certas doenças.

## Formação e carreira
Elvira Mass nasceu em 1986 em Semipalatinsk, atualmente Cazaquistão, e cresceu em Castrop-Rauxel, depois que sua família se mudou para a Alemanha na década de 1990. Joga xadrez em torneios desde a infância.
Depois de se formar no ensino médio obtendo o Abitur graduou-se em biologia. Obteve um doutorado em 2013/2014 na área da biomedicina molecular na Faculdade de Matemática e Ciências Naturais da Universidade de Bonn. Sua tese recebeu um prêmio da Bayer AG.
Após concluir o doutorado trabalhou no pós-doutorado em Bonn até 2014; então fez pesquisas por sete meses no King's College de Londres antes de ir para o Memorial Sloan Kettering Cancer Center em Nova Iorque. Desde o outono de 2017 dirige o grupo de pesquisa Biologia do Desenvolvimento do Sistema Imunológico Inato no LIMES Institute, onde foi nomeada professora W2 em 2019/2020.
Elvira Mass recebeu vários prêmios, incluindo o Bright Spark Award no Congresso Europeu de Imunologistas na Holanda, o Starting Grant da Agência Executiva do Conselho Europeu de Investigação e o Heinz-Maier-Leibnitz-Preis da Deutsche Forschungsgemeinschaft. Em 2021 recebeu o Prêmio Paul Ehrlich e Ludwig Darmstaedter para Jovens Pesquisadores.